# 西蒙·阿米蒂奇
西蒙·罗伯特·阿米蒂奇，CBE，FRSL（1963年5月26日—）是英国诗人、剧作家和小说家，于2019年5月10日被任命为桂冠诗人。他任教于利兹大学。

## 职业生涯
他的第一部诗集名为《人文地理》出版于1988年，现已绝版。  他的第二部诗集《Zoom!！》则于次年出版。 
他曾在利兹大学与爱荷华大学教授写作，并在曼彻斯特都会大学担任高级讲师。他为BBC广播三台和四台制作了文学、历史和旅游的相关节目；自1992年以来，多部由他编写的电视纪录片已经上映。2009年至2012年期间，他在伦敦南岸作为艺术家活动，并于 2011 年 2 月成为谢菲尔德大学的诗歌教授。  2017年10月，他被任命为利兹大学首任诗歌教授。  2019 年，他继卡罗尔·安·达菲 (Carol Ann Duffy)之后被任命为十年任期的桂冠诗人。 

## 出版作品

### 图书
- Little Green Man (2001)
- The White Stuff (2004)